# Doolittle-Massiv
Das Doolittle-Massiv ist ein kompaktes Bergmassiv bestehend aus mehreren Gipfeln in der antarktischen Ross Dependency. In den nordwestlichen Churchill Mountains ragt es zwischen dem Zeller- und dem Sefton-Gletscher auf, wo diese in den Byrd-Gletscher münden. Das Massiv ist 16 km lang und hat mit dem 2050 m hohen Mount Rainbow seine höchste Erhebung.
Das Advisory Committee on Antarctic Names benannte es 2003 nach General James Harold Doolittle (1896–1993) von der United States Air Force, der im Jahr 1962 die McMurdo-Station besucht hatte und im Januar 1946 als Pilot an der Operation Highjump beteiligt gewesen war.